# Caryophyllia secta
Caryophyllia secta is een rifkoralensoort uit de familie Caryophylliidae. De wetenschappelijke naam van de soort is voor het eerst geldig gepubliceerd in 1997 door Cairns & Zibrowius.